# Dune: Hành tinh cát
Dune: Hành tinh cát (tựa gốc tiếng Anh: Dune, hay còn gọi là Dune: Phần một) là phim điện ảnh sử thi khoa học viễn tưởng của Mỹ năm 2021 do Denis Villeneuve làm đạo diễn và đồng sản xuất với phần kịch bản do ông cùng với Jon Spaihts và Eric Roth chắp bút. Đây là phần phim đầu tiên trong kế hoạch chuyển thể hai phần từ cuốn tiểu thuyết Xứ Cát của cố nhà văn Frank Herbert xuất bản lần đầu năm 1965, với nội dung bao quát khoảng nửa đầu của cuốn sách. Lấy bối cảnh ở tương lai xa, phim theo chân chàng trai Paul Atreides khi Gia tộc Atreides của cậu bị đẩy vào cuộc chiến tranh giành hành tinh sa mạc Arrakis. Phim có sự tham gia diễn xuất của Timothée Chalamet, Rebecca Ferguson, Oscar Isaac, Josh Brolin, Stellan Skarsgård, Dave Bautista, Stephen McKinley Henderson, Zendaya, David Dastmalchian, Trương Chấn, Sharon Duncan-Brewster, Charlotte Rampling, Jason Momoa và Javier Bardem.
Dune: Hành tinh cát là bản chuyển thể thứ ba của Xứ Cát sau bộ phim năm 1984 của David Lynch – một tác phẩm thất bại cả về mặt thương mại lẫn chuyên môn – và loạt phim ngắn năm 2000 của John Harrison. Sau nỗ lực không thành của hãng Paramount Pictures trong việc sản xuất một phiên bản chuyển thể mới, Legendary Entertainment đã mua lại bản quyền điện ảnh và truyền hình của Xứ Cát vào năm 2016, với Villeneuve ký hợp đồng đảm nhiệm vai trò đạo diễn vào tháng 2 năm 2017. Các hợp đồng sản xuất chỉ đảm bảo cho việc thực hiện phần phim đầu tiên, còn phần phim thứ hai sẽ được bật đèn xanh nếu phim đầu tiên đạt thành công sau khi phát hành. Quá trình quay phim diễn ra từ tháng 3 đến tháng 7 năm 2019 tại Budapest, Jordan, Na Uy và Abu Dhabi.
Phần phim ban đầu được lên kế hoạch phát hành vào cuối năm 2020, nhưng sau cùng lại bị trì hoãn bởi những ảnh hưởng của đại dịch COVID-19. Dune: Hành tinh cát công chiếu ra mắt tại Liên hoan phim quốc tế Venezia lần thứ 78 vào ngày 3 tháng 9 năm 2021, trước khi được phát hành thương mại vào ngày 15 tháng 9 năm 2021 tại các thị trường quốc tế. Tác phẩm bắt đầu được công chiếu tại các rạp ở Hoa Kỳ và phát trực tuyến trên nền tảng HBO Max từ ngày ngày 21 tháng 10 năm 2021. Tại Việt Nam, phim khởi chiếu tại các cụm rạp trên toàn quốc từ ngày 10 tháng 12 năm 2021 sau nhiều lần trì hoãn vì dịch. Bộ phim nhìn chung đã được các nhà phê bình đón nhận nồng nhiệt nhờ phần hình ảnh, phạm vi và tham vọng mà tác phẩm đã thể hiện, thu về 434 triệu USD toàn cầu với kinh phí sản xuất 165 triệu USD. Nó được Ủy ban Quốc gia về Phê bình Điện ảnh Hoa Kỳ bình chọn là một trong 10 phim điện ảnh hay nhất năm 2021, đồng thời cũng lọt vào danh sách top 10 phim điện ảnh hàng năm của Viện phim Mỹ.
Tại giải Oscar lần thứ 94, phim được đề cử 10 hạng mục và thắng 6, trong đó gồm hạng mục Nhạc phim hay nhất và các hạng mục kỹ thuật khác. Chưa đầy một tuần sau khi phát hành nội địa, phần phim tiếp theo mang tên Dune: Phần hai đã được bật đèn xanh, với kế hoạch phát hành vào 3 tháng 11 năm 2023.

## Nội dung
Trong tương lai xa, Công tước Leto của Gia tộc Atreides – người cai trị hành tinh đại dương Caladan – đã được Hoàng đế Padishah Shaddam Corrino IV giao nhiệm vụ thay thế Gia tộc Harkonnen cai trị Arrakis làm thái ấp. Arrakis là một hành tinh sa mạc khắc nghiệt và là nguồn cung cấp duy nhất của "hương dược", một loại tài nguyên quý giá với khả năng duy trì tuổi thọ và nâng cao ý thức. Chất này rất quan trọng đối với việc du hành không gian vì nó cho phép những người lái tàu của Hiệp hội Không gian sử dụng một lượng hạn chế ý thức để lái tàu một cách an toàn. Trong thực tế, Shaddam dự định để Gia tộc Harkonnen thực hiện một cuộc đảo chính để chiếm lại hành tinh với sự trợ giúp của quân đội Sardaukar của Hoàng đế, tiêu diệt Gia tộc Atreides – những kẻ có ảnh hưởng đe dọa sự thống trị của Shaddam. Leto dù sợ hãi nhưng đã nhìn thấy lợi thế chính trị của việc kiểm soát hành tinh hương dược nên đã thành lập liên minh với cư dân bản địa của Arakis – những chiến binh thiện nghệ được gọi là Fremen.
Vợ của Leto, Lệnh bà Jessica là một Bene Gesserit, dòng nữ tu có các thành viên sở hữu khả năng thể chất và tâm thức tiên tiến. Là một phần của chương trình lai tạo kéo dài hàng thế kỷ, Bene Gesserit đã hướng dẫn Jessica sinh một đứa con gái mà con trai của nó sẽ trở thành một Bene Gesserit nam được gọi là Kwisatz Haderach, một siêu nhân thiên sai với khả năng thấu thị có thể dẫn dắt nhân loại đến một tương lai tốt đẹp hơn; tuy nhiên thay vào đó Jessica lại sinh hạ Paul Atreides – một đứa con trai.

## Giải thưởng
Dune xuất sắc giành được 6/10  giải thưởng Oscar 2022:
- Nhạc phim gốc xuất sắc nhất
- Quay phim xuất sắc nhất
- Dựng phim xuất sắc nhất
- Thiết kế sản xuất hay nhất
- Hiệu ứng hình ảnh xuất sắc nhất
- Thành tựu về âm thanh

## Diễn viên
- Timothée Chalamet vai Paul Atreides, người kế vị Công tước của Gia tộc Atreides
- Rebecca Ferguson vai Lệnh bà Jessica, mẹ của Paul, tỳ thiếp của Công tước Leto và là một Bene Gesserit
- Oscar Isaac vai Công tước Leto Atreides, cha của Paul và  là người đứng đầu Gia tộc Atreides
- Josh Brolin vai Gurney Halleck, bậc thầy vũ khí của Gia tộc Atreides và là thầy của Paul
- Stellan Skarsgård vai Nam tước Vladimir Harkonnen, người đứng đầu Gia tộc Harkonnen, kẻ thù của Gia tộc Atreides và là  người cai quản trước đây của Arrakis
- Dave Bautista vai Glossu Rabban, cháu trai của Nam tước Harkonnen
- Sharon Duncan-Brewster vai Tiến sĩ Liet-Kynes, nhà sinh thái học của Đế quốc và là Phán quan phụ trách Thay đổi trên Arrakis
- Stephen McKinley Henderson vai Thufir Hawat, Mentat của Gia tộc Atreides
- Zendaya vai Chani, một cô gái người Fremen bí ẩn xuất hiện trong các viễn cảnh của Paul
- Trương Chấn vai Bác sĩ Wellington Yueh, một bác sĩ trường Suk đang làm việc cho Gia tộc Atreides
- Charlotte Rampling vai Mẹ Chí tôn Gaius Helen Mohiam, Người Nói Sự thật của Hoàng đế và là một Bene Gesserit
- Jason Momoa vai Duncan Idaho, một kiếm sư của Gia tộc Atreides và là thầy của Paul
- Javier Bardem vai Stilgar, thủ lĩnh người Fremen của Sietch Tabr
- David Dastmalchian vai Piter De Vries, Mentat của Gia tộc Harkonnen
- Babs Olusanmokun vai Jamis, một người Fremen từ Sietch Tabr
- Golda Rosheuvel vai Shadout Mapes, một người Fremen làm quản gia cho Gia tộc Atreides
- Roger Yuan vai Lieutenant Lanville, phó tướng dưới trướng của Gurney Halleck
- Neil Bell vai Bashar của quân Sardaukar

Ngoài ra, Benjamin Clementine vào vai Sứ giả phụ trách Thay đổi, người đứng đầu phái đoàn của Đế quốc đến Caladan. Marianne Faithfull, Jean Gilpin và Ellen Dubin lồng tiếng cho giọng nói của các Bene Gesserit tổ tiên mà Paul nghe được trong các viễn cảnh. Joe Walker, biên tập của phim, lồng tiếng cho sách phim hướng dẫn về Arrakis của Paul. Milena Sidorova vào vai thú nuôi lai giữa người và nhện của Nam tước thông qua ghi hình chuyển động.

## Phần tiếp theo
Phần tiếp theo là Dune: Phần hai, được công chiếu vào ngày 1 tháng 3, 2024. Trước đó ngày phát hành chính thức được ấn định vào 17 tháng 11, 2023 và 3 tháng 11, 2023.